# Algodones Dunes

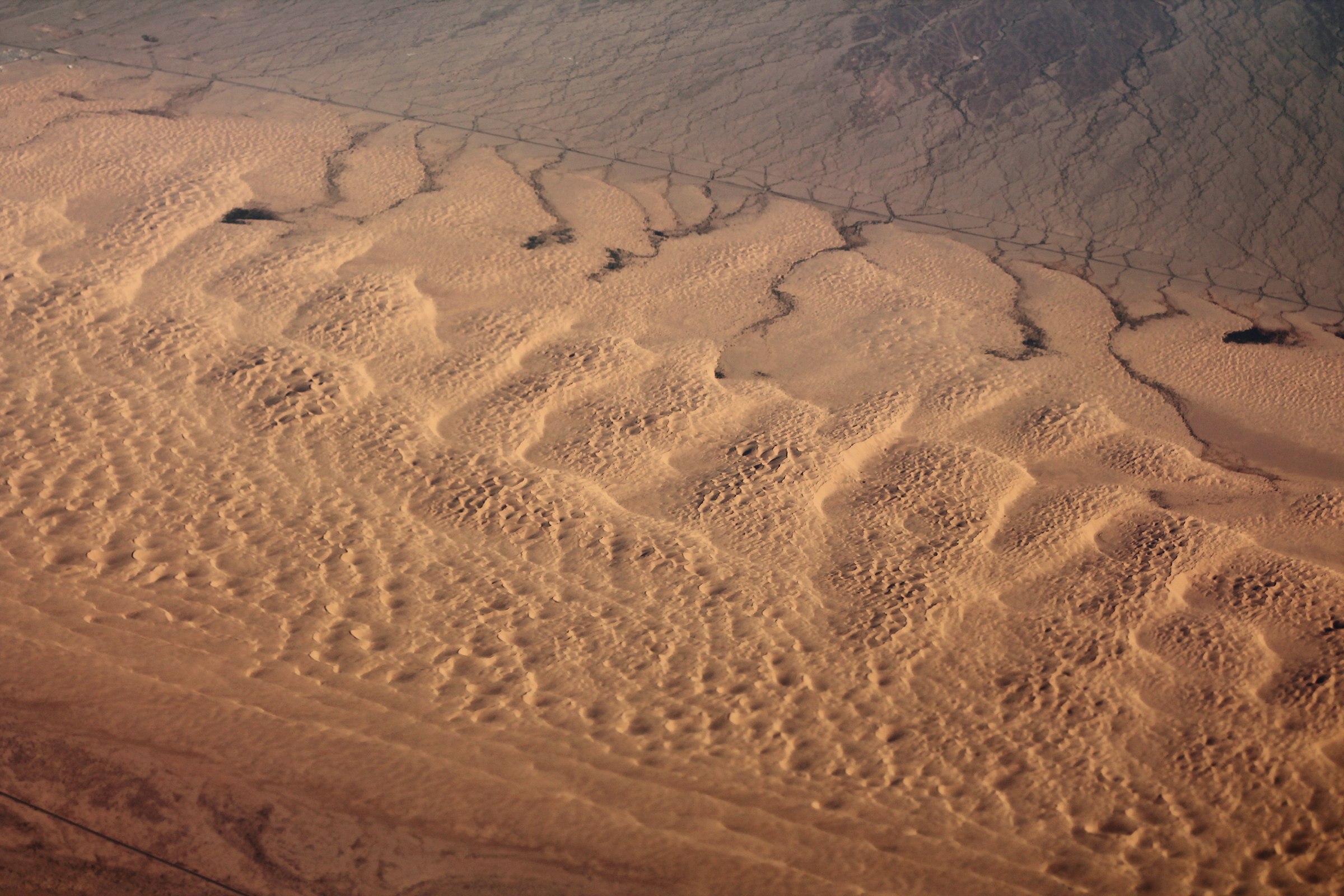
Luchtfoto van de Algodones Dunes.

De Algodonesduinen vormen een uitgestrekt zandduinengebied in het zuidoosten van de Amerikaanse staat Californië, nabij de grens met zowel de staat Arizona als de Mexicaanse deelstaat Baja California. Dit duinveld strekt zich uit over ongeveer 72 kilometer in de lengte en 9,7 kilometer in de breedte, en volgt grofweg een noordwest-zuidoostelijke richting, in overeenstemming met de overheersende noordelijke en westelijke windstromen in het gebied.
Het gehele gebied wordt geografisch aangeduid als de Algodonesduinen, maar het gedeelte dat onder beheer staat van het Bureau of Land Management is administratief bekend als de Imperial Sand Dunes Recreation Area, vaak informeel aangeduid als de Glamis Dunes. Binnen dit recreatiegebied worden diverse zones onderscheiden, waaronder Glamis, Gordon’s Well, Buttercup, Midway en Patton’s Valley. In 1966 werd het gebied erkend als National Natural Landmark onder de naam Imperial Sand Hills.

## Geografie

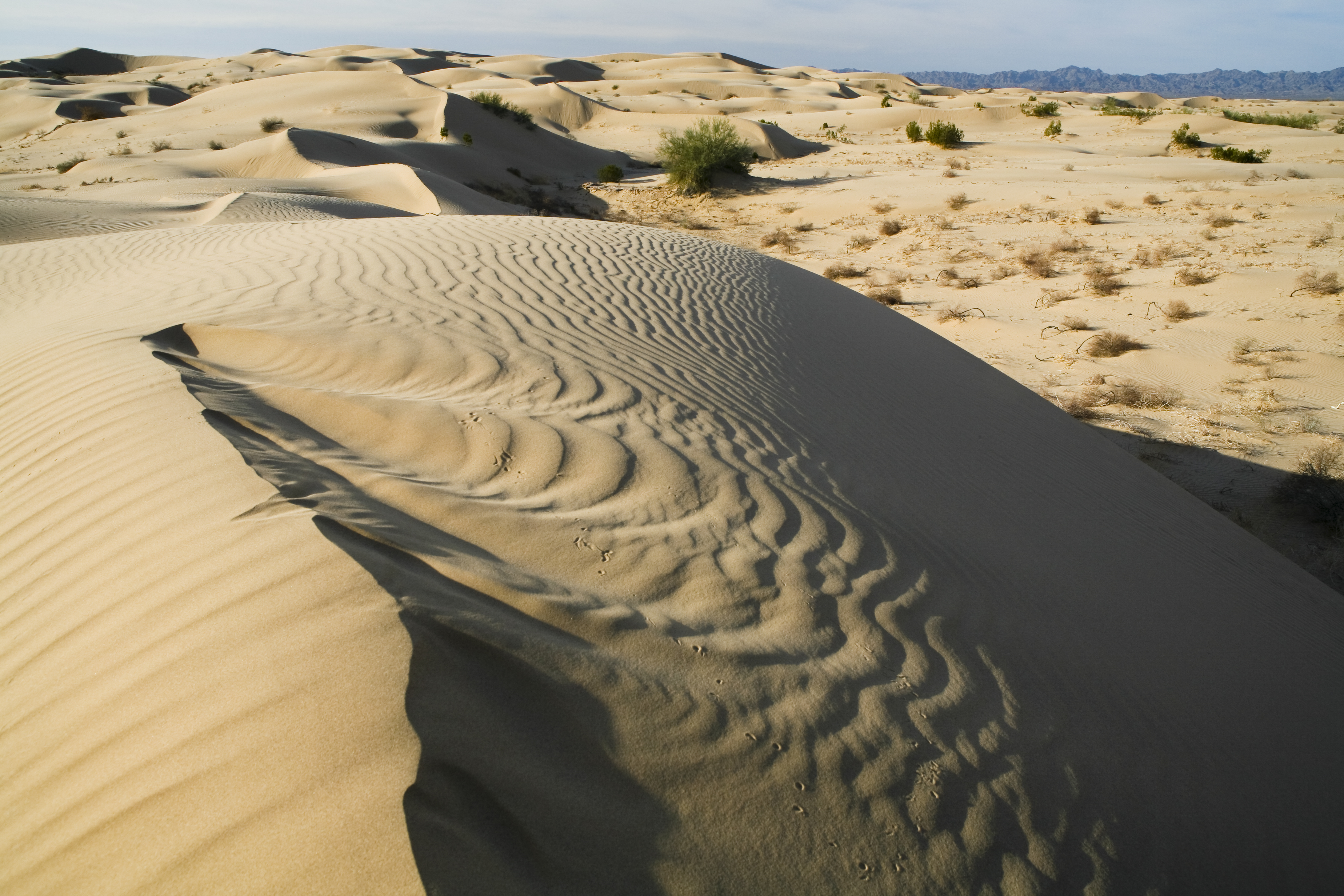
Het woestijn landschap in de Imperial Sand Dunes Recreation Area.

De duinen bevinden zich ten westen van het Chocolate Mountains-gebergte in Imperial County en worden doorkruist door de Interstate 8 en de California State Route 78. Laatstgenoemde weg passeert het voormalige treinstation van Glamis aan de oostelijke rand van het duinveld. Het noordwestelijke uiteinde ligt ongeveer 18 kilometer ten oosten van Calipatria, terwijl het zuidoostelijke uiteinde nabij het Mexicaanse stadje Los Algodones ligt, ongeveer 10 kilometer ten westen van Yuma, Arizona. De Algodonesduinen liggen op ongeveer 260 kilometer ten oosten van San Diego, wat neerkomt op een rit van ongeveer drie uur met de auto.
Hoewel het Spaanse woord algodones letterlijk “katoenplanten” betekent, is de herkomst van de naam van het duingebied niet met zekerheid bekend. Oorspronkelijk vormden de Algodonesduinen een uiterste noordwestelijke uitloper van het veel grotere Mexicaanse Gran Desierto de Altar, maar tegenwoordig worden ze hiervan gescheiden door landbouwgronden. Belangrijke door mensen aangelegde infrastructuur in het gebied zijn het All-American Canal, dat het zuidelijke deel van west naar oost doorkruist, en het Coachella Canal langs de westelijke rand.